# Mary Thurman
Pour les articles homonymes, voir Thurman.

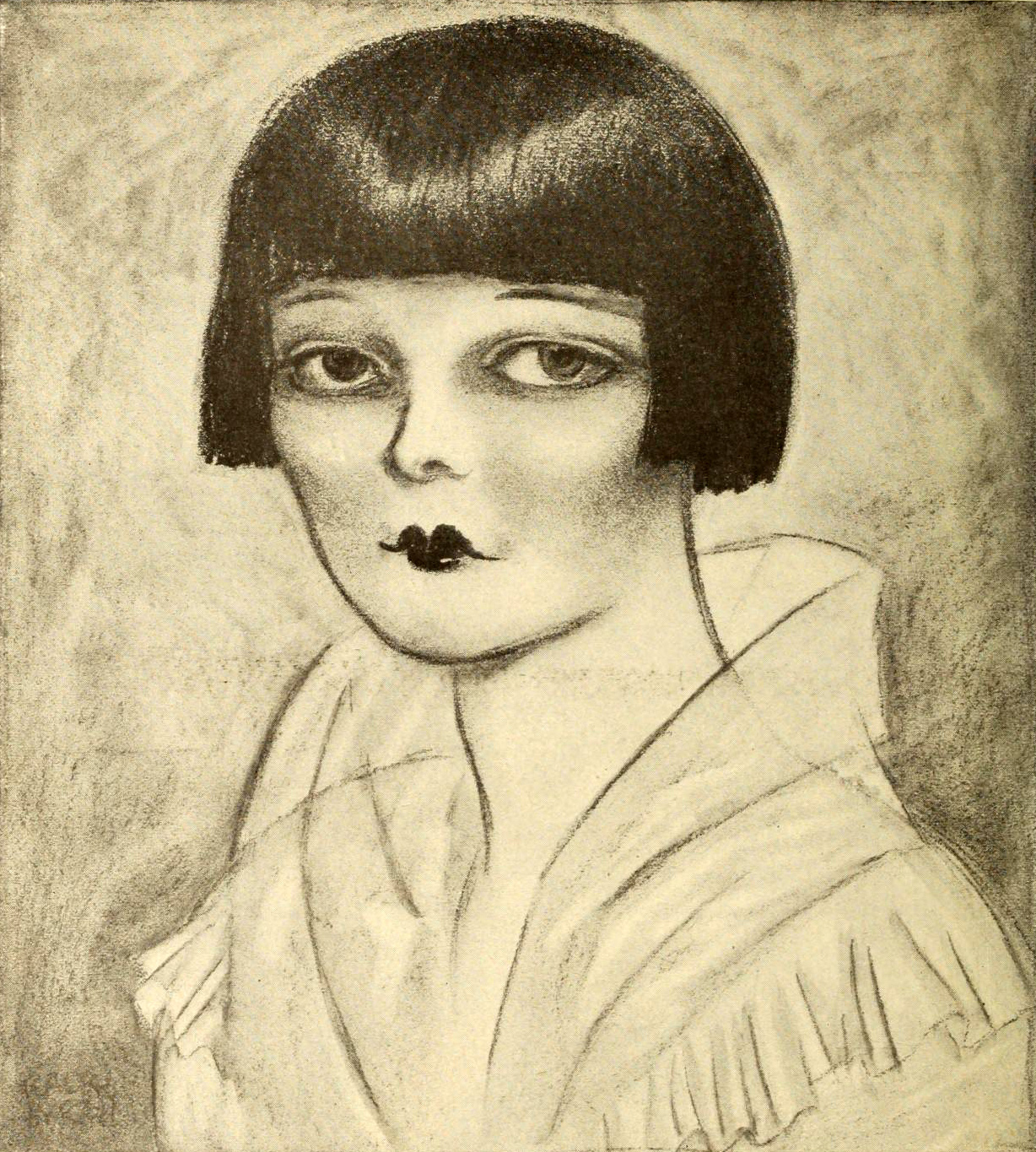
Portrait de Mary Thurman par Ralph Barton.

Mary Thurman est une actrice américaine du cinéma muet, née Mary Christiansen le 27 avril 1895 à Richfield, dans l'Utah, et morte le 22 décembre 1925 à New York.

## Biographie

### Carrière
Sa carrière commence par des rôles dans des comédies de Mack Sennett puis elle apparaît dans Bombs! (1916) et The Fool (1925). De 1915 jusqu'à sa mort en 1925, elle participe à une soixantaine de films, principalement pour les studios Pathé.
Mary Thurman a été mariée avec Victor E. Thurman, fils d'un juge de la Cour suprême de justice de l'Utah. Ils divorcèrent en 1919.

### Décès
Elle meurt de pneumonie à New York au Flower Hospital à l'âge de 30 ans. Elle était alors malade depuis un an, date d'un tournage en Floride. Elle est enterrée à Richfield, sa ville natale.

## Filmographie  partielle
- 1917 : Erreur de chambre (A Bedroom Blunder) de Edward F. Cline et Hampton Del Ruth
- 1919 : This Hero Stuff de Henry King
- 1919 : The Prince and Betty de Robert Thornby
- 1920 : The Scoffer d'Allan Dwan
- 1920 : Son meilleur ami (Sand!) de Lambert Hillyer
- 1920 : In the Heart of a Fool d'Allan Dwan
- 1920 : The Valley of Tomorrow d'Emmett J. Flynn
- 1921 : The Lady from Longacre de George Marshall
- 1921 : A Broken Doll d'Allan Dwan
- 1921 : The Sin of Martha Queed d'Allan Dwan
- 1921 : La Loi sacrée (The Primal Law) de Bernard J. Durning
- 1922 : The Bond Boy de Henry King
- 1922 : L'Émeraude fatale (The Green Temptation) de William Desmond Taylor
- 1923 : Zaza d'Allan Dwan
- 1924 : Those Who Judge de Burton L. King
- 1925 : A Little Girl in a Big City de Burton L. King